# 帕克魯奧伊斯區
帕克魯奧伊斯區是立陶宛希奧利艾縣内的市镇，位於該國北部，行政中心为帕克魯奧伊斯。市镇面積为1,316平方公里，2020年人口数量为18,606人。